# Un ragazzo contro
Un ragazzo contro è un film televisivo del 2000, diretto da Eric Laneuville.

## Trama
Il giovane Max Hanson è sotto costante pressione perché la madre Sophie vorrebbe per lui un futuro da campione di hockey. Ma le cose non vanno come la donna aveva sperato visto che quando Max si innamora di Molly White finisce in un giro di droga.